# Erwünschtes Freudenlicht, BWV 184
Erwünschtes Freudenlicht, BWV 184 (Desitja llum joiosa), és una cantata religiosa de Johann Sebastian Bach per al dimarts de Pentecosta, estrenada a Leipzig el 30 de maig de 1724.

## Origen i context
D'autor desconegut que en el coral empra la vuitena estrofa de l'himne O Herre Gott, dein göttlich Wort d'Anarg de Windenfels de l'any 1526. Prové d'una cantata profana del mateix títol, BWV 184a, composta a Köthen el 1718 per celebrar l'Any Nou, i fou revisada per a una interpretació posterior a l'any 1731. El caràcter alegre propi d'una obra profana es manté en els aires de dansa dels números 2, 4 i 6. El text segueix, una mica de lluny, l'evangeli del dia Joan (10, 1-11) que narra la Paràbola del pastor, probablement en la versió profana es presentés el Príncep de la cort de Köthen com a pastor dels seus súbdits. Per a aquest dimarts de la segona pasqua només es conserva una altra cantata, la BWV 175.

## Anàlisi
Obra escrita a soprano, contralt, tenor, baix i cor; dues flautes travesseres, corda i baix continu. Consta de sis números, el penúltim dels quals és el coral
1. Recitatiu (tenor): Erwünschtes Freudenlicht (Desitja llum joiosa)
2. Ària (duet de soprano i contralt): Gesegnete Christen, glückselige Herde (Benaurats Cristians, venturosa ramada)
3. Recitatiu (tenor): So freuet euch, ihr auserwählten Seelen! (Apa doncs, alegreu-vos ànimes escollides!)
4. Ària (tenor): Glück und Segen sind bereit (Ja estan a punt benaurança i sort)
5. Coral: Herr, ich hoff je, du werdest die (Senyor, jo compto que, en tot sofriment)
6. Cor i duet (soprano i baix): Guter Hirte, Trost der Deinen (Deixa'ns la teva santa paraula)

El primer número és un recitatiu llarg de tenor acompanyat de les dues flautes, que cap al final es transforma en un arioso amb l'única participació del continu. El número 2 és un duet de soprano i contralt, d'una durada considerable, amb un aire pastorívol reforçat per la participació de la flauta, instrument típicament bucòlic. El tenor es fa càrrec dels dos números següents, el tercer és un recitatiu sil·làbic que es trenca en les paraules Labsal (gaudi) i Freude (alegria); l'ària posterior té un aire marcat de polonesa, més d'acord amb l'origen profà de l'obra que d'aquesta versió religiosa, hi destaca el paper solista del violí. De manera sorprenent el coral del cinquè número no clou la cantata, canta el text indicat amb una melodia, adaptada a l'ús religiós, del cant popular Weiss mir ein Blümlein blaue de Joseph Klug, publicada en el cançoner d'Erfurt (1535). L'últim número, un duet de soprano i baix intercalat al mig del cor, és hereu de la primera versió profana també amb un aire de dansa, ara de gavota; aquest moviment fou posteriorment utilitzat per Bach per cloure la cantata profana d'homenatge al príncep Frederic Cristià de Saxònia, BWV 213, l'any 1733. Té una durada aproximada d'uns vint-i-cinc minuts.

## Discografia seleccionada
- J.S. Bach: Das Kantatenwerk. Sacred Cantatas Vol. 10. Gustav Leonhardt, Leonhardt-Consort, Knabenchor Hannover (Heinz Hennig, director), Collegium Vocale Gent (Philippe Herreweghe, director) Alexander Raymann (solista del cor), Paul Esswood, Kurt Equiluz, Max van Egmond. (Teldec), 1994.
- J.S. Bach: The complete live recordings from the Bach Cantata Pilgrimage. CD 24: Holy Trinity, Blythburgh; 13 de juny de 2000. John Eliot Gardiner, English Baroque Soloists, Monteverdi Choir, Lisa Larsson, Nathalie Stutzmann, Christoph Genz, Stephan Loges. (Soli Deo Gloria), 2013.
- J.S. Bach: Complete Cantatas Vol. 7. Ton Koopman, Amsterdam Baroque Orchestra & Choir, Lisa Larsson, Elisabeth von Magnus, Gerd Türk, Klaus Mertens. (Challenge Classics), 2004.
- J.S. Bach: Cantatas Vol. 20. Masaaki Suzuki, Bach Collegium Japan, Yukari Nonoshita, Mutsumi Hatano, Gerd Türk, Peter Kooij. (BIS), 2003.
- J.S. Bach: Church Cantatas Vol. 55. Helmuth Rilling, Bach-Collegium Stuttgart, Gächinger Kantorei Stuttgart, Arleen Augér, Gabriele Schnaut, Adalbert Kraus, Niklaus Tüller. (Hänssler), 1999.
- J.S. Bach: Cantatas for the Liturgical Year, Vol. 16 . Sigiswald Kuijken, La Petite Bande, Gerlinde Sämann, Petra Noskaiova, Christoph Genz, Jan van der Crabben. (Accent), 2013.